# Ctenomys steinbachi
Ctenomys steinbachi is een knaagdier uit de familie kamratten (Ctenomyidae) dat voorkomt in het westen van het departement Santa Cruz in het oosten van Bolivia. De soort is waarschijnlijk het nauwste verwant aan Ctenomys boliviensis, Ctenomys goodfellowi en een aantal soorten zonder naam.
C. steinbachi heeft een extreem laag aantal chromosomen, namelijk 10. Naast een onbeschreven Akodon-soort is dat het laagste aantal van alle knaagdieren. Omdat C. steinbachi nauw verwant is aan C. boliviensis en verwanten moet dat lage aantal chromosomen in een relatief korte tijd ontstaan zijn.